# Shawn Mendes
Shawn Peter Raul Mendes (* 8. srpna 1998 Toronto, Ontario, Kanada) je kanadský zpěvák. V roce 2012 začal získávat úspěch po nahrání několika coververzí písniček na svůj účet v aplikaci Vine. Následující rok si ho všiml manažer Andrew Gertler z Island Records a získal nahrávací smlouvu.
Jeho první vydaný singl „Life of the Party“ získal velký úspěch zejména v Kanadě, ale také mezinárodně. Po singlu následně vydal EP a studiové album, po kterém vyrazil na sólovou tour.
Na svém Youtube kanálu měl v říjnu 2021 okolo 28,5 milionů odběratelů.

## Život
Narodil se v kanadském Torontu, kde vyrostl na předměstí Pickering. Je synem Karen, realitní makléřky a Manuela, businessmana. Jeho otec má portugalské předky a jeho matka anglické. Má také sestru Aaliyah, které je 18 let.

## Kariéra
V roce 2013 začal nahrávat své coververze písniček na aplikaci Vine a získal miliony zhlédnutí a s tím spousty fanoušků. Manažer Andrew Gertler objevil Shawna na internetu v lednu 2014, přivedl ho do Island Records a následně s ním podepsal nahrávací smlouvu. V červnu 2014 vydal singl „Life of the Party“. Je nejmladším umělcem, který debutoval v TOP 25 s debutovou písničkou v žebříčku Billboard Hot 100, kde se umístil na místě 24 v 15 letech.
Vyjel na turné MagCon Tour, po boku dalších mladých internetových senzací jako Cameron Dallas, Jack & Jack a dalších. Jako předzpěvák vyrazil na turné Austina Mahoneho. Své debutové EP vydal v červenci. V roce 2014 získal cenu Teen Choice Award v kategorii Internetová hvězda v oblasti hudby.
V roce 2015 následovalo vydání jeho prvního studiového alba, Handwritten, album obsahovalo nejznámější singly „Life of the Party“, „Something Big“, „Stitches“ a „I Know What You Did Last Summer“, které nahrál s Camilou Cabello.
V září 2016 bylo vydáno jeho druhé studiové album s názvem Illuminate. Album obsahovalo známé singly, „Treat You Better“, „Mercy“ a „There's Nothing Holdin' Me Back“.
Jeho posledním vydaným albem je Shawn Mendes , fanoušky nazýván SM3. Album obsahuje známé písně „In my blood“, „Nervous“ a „Lost in Japan“.
Shawn Mendes byl v roce 2018 nominován na cenu Grammy Awards v kategorii Song of the year a Best pop.

## Diskografie
- Handwritten (2015)
- Illuminate (2016)
- Shawn Mendes (2018)
- Wonder (2020)
- Shawn (2024)

## Turné

### Sólo
- ShawnsFirstHeadliness (2014–15)
- Illuminate World Tour (2017)
- The Shawn Mendes Tour (2019)

### Předskokan
- Live on Tour (Austin Mahone) (2014)
- Jingle Bell Tour (2014)
- The 1989 World Tour (Taylor Swift) (2015)